# Lothar Bolz
Lothar Bolz, né le 3 septembre 1903 à Gleiwitz et mort le 29 décembre 1986 à Berlin-Est, est un homme politique allemand. Entre 1953 et 1965, il est ministre des Affaires étrangères au sein du gouvernement de la RDA.

## Biographie
Lothar Bolz est né à Gleiwitz en Haute-Silésie, aujourd'hui Pologne, dans la famille d'un horloger.
Il étudie le droit aux universités de Breslau et de Kiel. Après ses études, il travaille comme avocat à Breslau. En 1930, il rejoint le Parti communiste d'Allemagne (KPD). Après l'arrivée au pouvoir des nazis en 1933, il n'est plus autorisé à exercer sa profession en raison de son affiliation politique. Réfugié à Moscou, Bolz prend un emploi d'enseignant à l'Institut Marx-Engels et, à partir de 1941, il enseigne dans des écoles antifascistes destinées aux prisonniers de guerre allemands. Pendant son séjour en Union soviétique, il devient citoyen soviétique et conserve la double nationalité.
En 1947, Bolz retourne en Allemagne et rejoint le Parti socialiste unifié d'Allemagne (SED). En 1948, il est l'un des fondateurs du Parti national-démocrate d'Allemagne (NDPD), créé à l'instigation du SED pour intégrer d'anciens nazis « peu condamnables » et d'anciens officiers de la Wehrmacht. Bolz préside le NDPD de 1948 à 1972. En 1949, il est élu député de la Chambre du Peuple et de 1949 à 1953, il est ministre de la Construction. De 1950 à 1967, il est l'un des vice-premiers ministres de la RDA. En 1953, successeur du ministre des Affaires étrangères Anton Ackermann, il reste en fonction jusqu'en 1965. De 1950 à sa mort, il fait partie du Présidium du Front national de la République démocratique allemande. Il est également président de la Société pour l'amitié germano-soviétique de 1968 à 1978.
Bolz meurt le 28 décembre 1986 à Berlin-Est à l'âge de 83 ans.

## Distinctions
- Commandeur de l'Ordre Polonia Restituta